# Tarzan and the Mermaids
Tarzan and the Mermaids é um filme norte-americano de 1948, do gênero aventura, dirigido por Robert Florey e estrelado por Johnny Weissmuller e Brenda Joyce.

## A produção

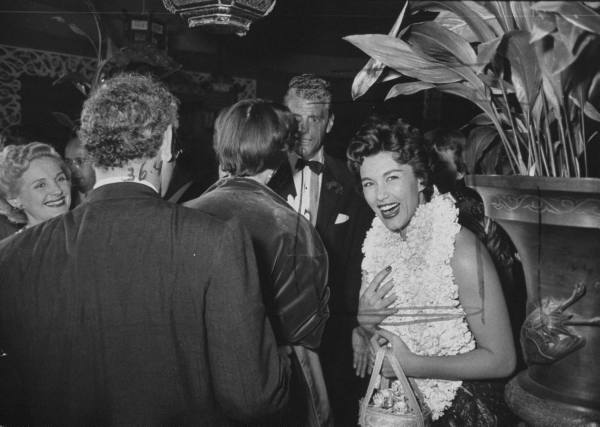
Linda Christian, a Mara de Tarzan e as Sereias, em foto de 1954, tirada em um clube noturno de Hollywood.

O sucesso de Tarzan e a Caçadora, seu trabalho anterior, só fez crescer a insatisfação de Weissmuller com os cinquenta mil dólares que recebia por filme do Homem Macaco. Ainda que trabalhasse somente três meses por ano, ele achava que merecia uma participação nos lucros, mínima que fosse. O produtor Sol Lesser prometeu ver o que podia fazer tão logo seu contrato atual expirasse. Faltava apenas uma película para que isso acontecesse.
Essa película foi Tarzan e as Sereias, notável por vários motivos. Primeiramente, acabou por ser a última vez que Weissmuller interpretou o rei das selvas. Por outro lado, Johnny Sheffield, que fazia o papel de Boy desde 1939, crescera demais e teve de sair da série. Ninguém ocupou seu lugar. Segundo o roteiro, Boy estava frequentando a escola na Inglaterra. Outro fato marcante é que, pela primeira vez, um filme de Lesser foi feito em locações—mais precisamente, no México, tanto em Acapulco quanto nos estúdios de Churubusco e Cidade do México.
Também pela primeira vez há muita música, composta por Dimitri Tiomkin, e várias canções, interpretadas por John Laurenz. Mais: foram retomadas as sequências na água, que incluíram mergulhos de penhascos e uma luta de Tarzan contra um polvo. A nota triste é que, durante gravações nos penhascos, Angel Garcia, dublê de Weissmuller, morreu ao ser arremessado por uma onda contra as rochas.
Finalizadas as filmagens, Weissmuller voltou a conversar com Lesser a respeito de porcentagem sobre o lucro de futuros filmes. Lesser recusou-se a pensar no assunto e, assim, o Tarzan mais popular do cinema pendurou a tanga para sempre, após vesti-la por doze vezes nos últimos dezessete anos. Weissmuller foi para a Columbia, onde protagonizou dezesseis produções B da série com Jungle Jim, personagem dos quadrinhos criado por Alex Raymond.

## Sinopse
Mara, jovem de uma tribo de pescadores de[pérolas, foge para a selva quando o sacerdote Palanth ordena-lhe que se case com o comerciante de joias Varga (que finge ser o deus Balu). Mara é recapturada pelos nativos, porém Tarzan e Jane, com a ajuda Chita, desmascaram Varga e devolvem Mara aos braços de seu amado Tiko.

## Recepção crítica
Segundo a Motion Picture Review, "muito tempo foi perdido com detalhes desnecessários e um tanto de deplorável cantoria, mas Tarzan faz o que todos esperam dele".
Para Leonard Maltin, o filme é "estranho e frequentemente extravagante".

## Elenco
| Ator/Atriz         | Personagem        |
| ------------------ | ----------------- |
| Johnny Weissmuller | Tarzan            |
| Brenda Joyce       | Jane              |
| Linda Christian    | Mara              |
| George Zucco       | Sacerdote Palanth |
| Andrea Palma       | Luana             |
| Fernando Wagner    | Varga             |
| Edward Ashley      | Comissário        |
| John Laurenz       | Benji             |
| Gustavo Rojo       | Tiki              |
| Matthew Boulton    | Inspetor-geral    |